# De Mortel ('s-Hertogenbosch)
De Mortel aan de Waterstraat is een appartementencomplex in de binnenstad van 's-Hertogenbosch aan de gelijknamige straat De Mortel. Eerder was hier een kazerne.
De huisvesting van militairen in de garnizoensstad 's-Hertogenbosch was in de 17e en 18e eeuw een zware last voor de stad en zijn inwoners. Militairen sliepen in barakken, of werden ondergebracht bij burgers thuis. In 1740 besloot het stadsbestuur om vier kazernes te bouwen. De Tolbrugkazerne, de Sint-Jacobskazerne, Berewoutkazerne en De Mortel. De voormalige kazerne in de Tolbrugstraat is gesloopt bij de ombouw van het Burgemeester Loeffplein en winkelcentrum de Arena. De kazerne aan de Bethaniëstraat naast het Groot Tuighuis is ook gesloopt. De Berewoutkazerne is wel bewaard gebleven, evenals De Mortel. In de voormalige kazerne aan de Berewoutstraat zijn appartementen te vinden.
De Mortel is een voormalige kazerne. Dit gebouw is in 1744 gebouwd. De ramen zijn diep in de vensteropeningen gelegd. De vensterneggen zijn wit geverfd, om zo veel mogelijk licht op te vangen.
In 1913 brak er brand uit in de voormalige kazerne. Het puntdak is toen vervangen door een plat dak. Dit platte dak is in 1989 weer vervangen door een puntdak, sinds het een appartementencomplex is.